# Доненбай
Доненба́й (каз. Дөненбай) — село у складі Аягозького району Абайської області Казахстану. Адміністративний центр Акшатауського сільського округу.
Населення — 599 осіб (2021; 863 у 2009, 1000 у 1999, 1277 у 1989).
Національний склад станом на 1989 рік:
- казахи — 100 %

Станом на 1989 рік село називалось Дуненбай, у радянські часи називалось також Акшатау.